# Rudki (powiat szamotulski)
Rudki – wieś sołecka Polsce położona w województwie wielkopolskim, w powiecie szamotulskim, w gminie Ostroróg w odległości ok. 3 km od miasta Ostroróg.
Wieś szlachecka położona była w 1580 roku w powiecie poznańskim województwa poznańskiego. W latach 1975–1998 miejscowość należała administracyjnie do województwa poznańskiego. Powierzchnia wsi 1071 hektarów, w tym tereny zabudowane – 13; liczba mieszkańców – 244 (2009). Zabudowa ma charakter zwarty – domy przy drodze ze Szczepankowa oraz 4 bloki przy drodze wiejskiej.

## Historia

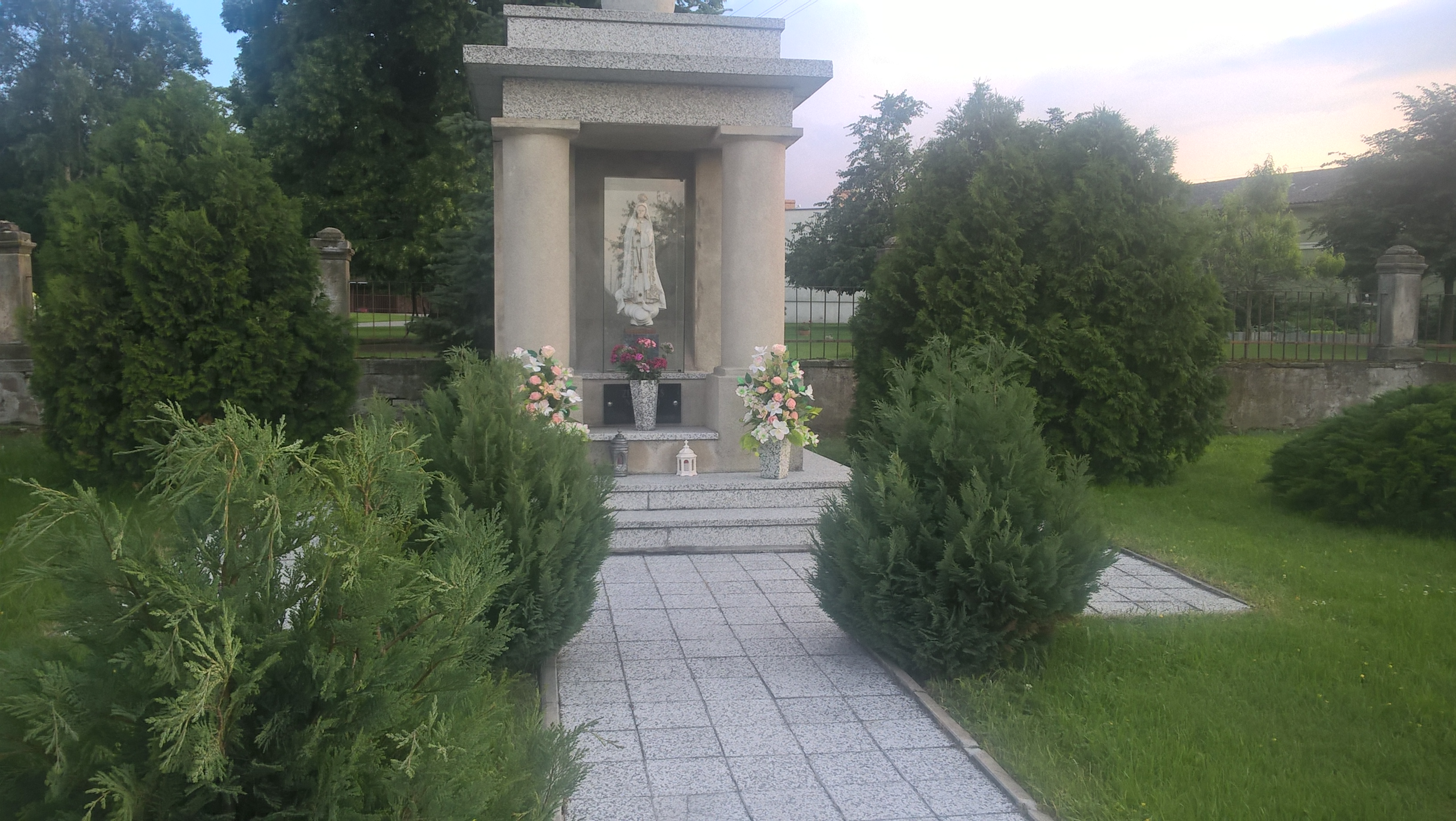
Rudki, kapliczka obok zespołu dworskiego

Pierwsza wzmianka o miejscowości pochodzi z 1391 roku. Historyczne nazwy wsi to Rutki (1398), Rudky (1400), Ruthky (1426), Ruthki (1495) oraz Kuthky! (1509). Właścicielem Rudek do 1409 był Stanisław Rudzki, brat Andrzeja z Piaskowa. Nazwisko Rudzkiego wielokrotnie przewija się w aktach, gdyż toczył liczne procesy (m.in. Szczepanem Skórą z Orla Małego, z Żydem Baruchem z Poznania czy Gerwardem Wróblewskim z Wróblewa). Po nim właścicielem Rudek był jego syn Jan (od 1448), a potem jego synowie Stanisław (do 1469), Jakub (do 1461) i Mikołaj (do 1506), a potem ich potomkowie (Jan, Łukasz, Jan, Agnieszka, Jan, Dorota, Helena, Katarzyna, Katarzyna, Elżbieta, Mikołaj, Stanisław, Fryderyk, Jan, Jan, Stanisław, Jadwiga) prawie do końca XVI wieku. Do około połowy XV wieku wieś należała do parafii Piaskowo. Następnie do parafii Ostroróg. W 1587 roku wieś należała do Andrzeja i Marcina Młodawskich, a w 1595 do Łukasza Bobrownickiego i Marcina Młodawskiego. W 1597 roku w Rudkach były dwa dwory Melchiora Gorzyńskiego oraz Łukasza Bobrownickiego (jeden dwór (curia) był wymieniany już w 1522 roku, w 1555 roku pojawia się informacja o przeznaczeniu przez Mikołaja Rudzkiego placu pod budowę drugiego dworu). W 1611 roku Melchior Gorzeński sprzedał swoją cześć Rudek swojemu bratu – Łukaszowi, który z kolei sprzedał ją w 1624 roku Janowi Mieszkowskiemu cześnikowi poznańskiemu. Natomiast część należąca do Bobrownickich została sprzedana w 1623 roku Stanisławowi Wierzchaczewskiemu. Wierzchaczewscy sprzedali swoją część Rudek w 1644 roku Zygmuntowi Żelendzkiemu. Od połowy XVIII wieku właścicielami Rudek byli Mańkowscy, potem wieś należała do Cieleckich (koniec XVIII wieku), Mielżyńskich, Węgierskich (między innymi Emiliana Węgierskiego, zm. w Rudkach w 1841 roku i jego żony Teodory z. d. Cieleckiej zm. w Szamotułach w 1870) i następnie od połowy XIX wieku (prawdopodobnie od 1855 roku) znowu do Mańkowskich (aż do wybuchu II wojny). Od 1930 roku w Rudkach mieszkał XX-wieczny polski malarz – Piotr Potworowski, który w 1929 roku ożenił się z Magdaleną Mańkowską z Rudek. W tym czasie dwór w Rudkach, podobnie jak w pobliskim Oporowie przeżywał kulturalny rozkwit (na marginesie oporowscy goście często gościli w Rudkach i odwrotnie). W Rudkach w latach 30. XX wieku częstymi gośćmi Potowrowskiego byli między innymi Wacław Taranczewski, Tytus Czyżewski, Jan Cybis i jego żona Hanna Rudzka-Cybisowa oraz Janusz Strzalecki, szwagier Potworowskiego (ożenił się z siostrą Magdaleny – Jadwigą). Potworowski wspólnie z małżonką mieszkał w Rudkach do 1935 (w tym roku podział dóbr Mańkowskich, Potworowscy przenieśli się do Grębanin). W 1926 roku majątek ziemski Rudki liczył 1016 hektarów.
Pod koniec XIX wieku ok. 60 procent populacji stanowiła ludność niemiecka. W czasie II wojny wieś nosiła nazwę Lichtenberg.
W Rudkach znaleziono liczne przedmioty z brązu – kolczyk, kilka spiral cylindrycznych, kilka celtów i kilka skrętów z drutu.

## Zabytki

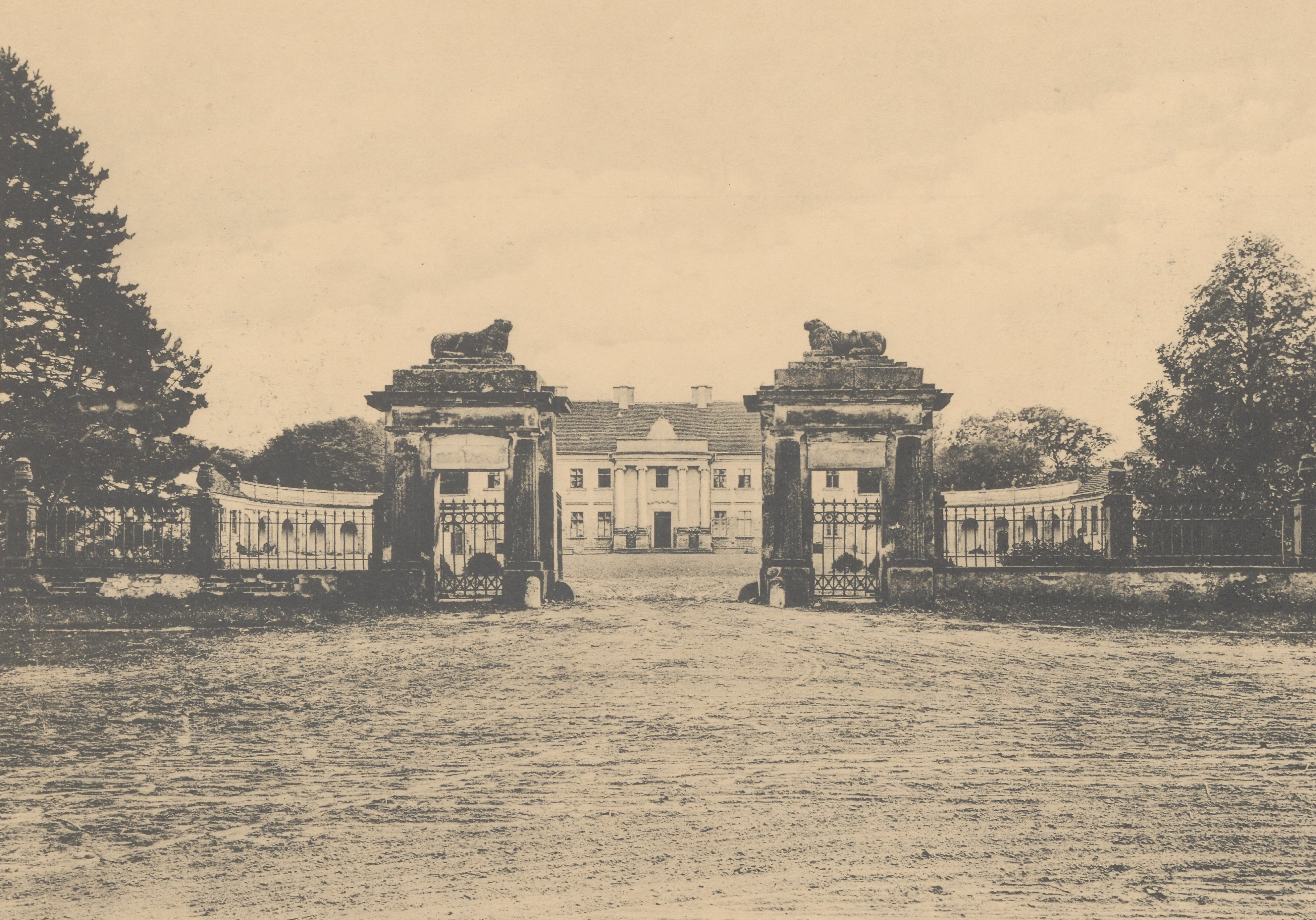
Widok pałacu przed 1912

Zespół dworski: oficyna (nr rej.: 1604/A z 12.09.1974); park (nr rej.: 2606/A z 25.09.1996); brama wjazdowa (nr rej.: 234/B z 1972). We wsi zachowała się oficyna wchodząca niegdyś w skład zespołu dworskiego zaprojektowanego dla pułkownika Macieja Cieleckiego przez wybitnego polskiego architekta Hilarego Szpilowskiego (ok. 1800). Zespół dworski w typie Rogalina, Pawłowic czy Śmiełowa składał się z piętrowego klasycystycznego dworu połączonego palladiańskimi ćwierćkolistymi galeriami z oficynami.Od frontu pałac zdobił portyk z czterema kolumnami. Pałac został zniszczony w czasie II wojny (rozebrany na cegłę), zachowała się jedna oficyna oraz charakterystyczna brama wjazdowa. Zachował się również park dworski z licznymi drzewami o wymiarach pomnikowych. Siedmioosiowa oficyna murowana, parterowa, zbudowana na planie prostokąta, dach kryty dachówką. Brama wjazdowa o wysokości około 5 metrów z doryckimi kolumnami oraz attykami i rzeźbami lwów w zwieńczeniu.Park o powierzchni prawie 7 ha założono w pierwszej połowie XIX wieku, następnie przekształcony. W parku wiele drzew o wymiarach pomnikowych – jesiony, lipy, platany, graby, klony o obwodach od ok. 250 do ok. 300 cm. Na terenie zespołu dworskiego również XIX – wieczny parterowy magazyn ze strychem. Obecnie pozostałości zespołu dworskiego stanowią własność prywatną.
W pobliżu parku przy drodze polnej do Jastrowa topola czarna o obwodzie ponad 450 cm.
Na skraju lasu pierścieniowate wczesnośredniowieczne (sprzed XI wieku) grodzisko dolinne (średnica ponad 100 metrów). Wał o wysokości 3 metrów, fosa o szer, od 10 o 15 metrów.

## Czasy współczesne
W 1996 roku dokonano poświęcenia nowej kapliczki (figura ze starej została wmurowana w tylną ścianę). W 2015 roku wybudowano świetlicę wiejską.

## Zobacz
- Rudki